# Kímolos
Kímolos o Cimolos (grec: Κίμωλος; antigament també Argentiera o Argentària, grec: Αρζαντιέρα, Arzandiera) és una illa grega que pertany al grup de les Cíclades. Té una població d'uns 900 habitants i una superfície de 36 km²; en conseqüència, és una illa poc freqüentada i no inclosa en les principals rutes turístiques, i les connexions amb ferri no són sempre freqüents.
Fa part de la unitat perifèrica de Melos, dins la perifèria de l'Egeu Meridional.

## Geografia
Kímolos és el centre administratiu del municipi de Kímolos, que a més inclou a més l'illa deshabitada de Poliegos i els illots d'Agios Efstathios (Sant Eustaci) i Agios Georgios (Sant Jordi). Té una àrea de 36 km² i el punt més alt, el tossal de Paleokastro, arriba a 364 metres d'altitud. La superfície del municipi és de 53 km², on viuen 769 persones segons el cens del 2001.
El port de l'illa és conegut com a Psathi, on s'erigeix una antiga església del segle xvii. La capital de l'illa s'anomena també Kímolos, o bé Khora (grec: Χώρα 'capital'), amb 700 habitants. Està situada a un quilòmetre del port, a la part alta d'un pujol. La Necròpoli d'Hel·lenika és un dels seus grans atractius turístics.

## Història
A l'antiguitat, Cimolos fou una ciutat dòrica, que compartia dialecte amb l'illa de Melos. Estrabó observa que Cimolos era coneguda perquè se n'obtenia la cimolita, un silicat d'alumini que se solia usar com a sabó. La ciutat de Cimolos, que tenia la categoria de polis, va ser membre de la Lliga de Delos, tal com apareix en els registres de tributs a Atenes de l'any 416/5 aC.
En el 338 aC hi ha documentada una disputa entre Cimolos i Melos per la possessió de les tres petites illes de Poliegos, Heterea (Sant Eustaci) i Libea (Sant Jordi) que va ser sotmesa a l'arbitratge d'Argos, la decisió del qual va ser favorable a Cimolos.
A l'edat mitjana fou coneguda pel nom italià d'Argentiera (grec: Αρζαντιέρα, Arzandiera). La Icona de Sant Joan Crisòstom, del segle xvii, és una imatge d'aquest sant procedent de l'església de Kímolos en la qual es representa una galiota amb els quatre pals, sense que hi hagi una explicació clara que justifiqui aquesta representació. Amb la creació del regne de Grècia i la incorporació de l'illa el 1829, l'estat imposà la recuperació del nom antic, grec: Κίμωλος Kímolos.